# 任惠
任惠（1462年—？），字濟民，直隸永平府灤州人，明朝政治人物。

## 生平
順天府鄉試第七十九名舉人。弘治九年（1496年）中式丙辰科三甲第一百八十七名進士。授行人司行人，升南京吏科給事中。正德年間，起用為山東僉事，未到任即卒。

## 家族
曾祖任公三；祖父任全；父任玉，母杜氏。